# Onychodus
Genre
Espèces de rang inférieur
- † Onychodus jaekeli Gross, 1965
- † Onychodus jandemarrai Andrews et al., 2006
- † Onychodus sigmoides Newberry, 1857 (Espèce type)
- † Onychodus yassensis Lindley, 2002

Onychodus est un genre éteint de poissons à membres charnus qui vivait au Dévonien moyen et supérieur, il y a environ entre −394 et −360 Ma (millions d'années).

## Historique

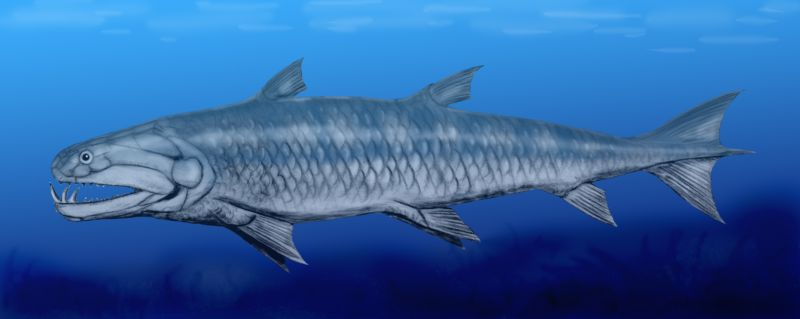
reconstitution de Onychodus.

Les premiers os fossiles d'Onychodus ont été découverts en 1857 en Amérique du Nord.
Des fossiles très bien préservés de l'espèce Onychodus jandemarrai ont été trouvés dans le Lagerstätte de la Formation de Gogo au nord de l'état d'Australie-Occidentale.

## Description

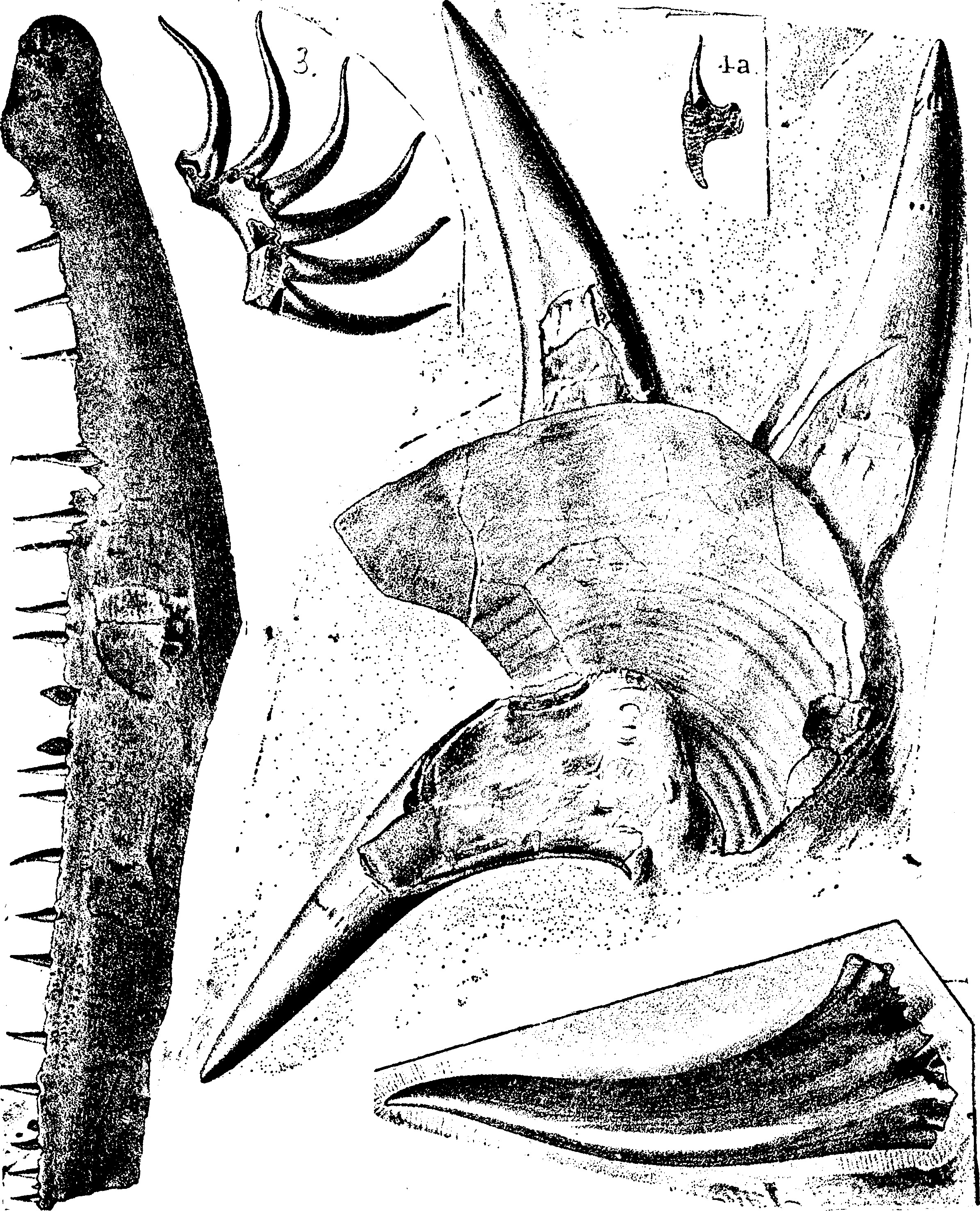
Dessin des dents et de la mâchoire inférieure d'Onychodus sigmoides.

Onychodus mesure 2 à 3 m de long. La caractéristique du genre est la présence sur la mâchoire inférieure de deux spires de dents pointues enroulées qui peuvent se rétracter dans deux cavités du palais.